# Roger B. Chaffee
Roger Bruce Chaffe, * 15. februar 1935, † 27. januar 1967, ameriški pomorski častnik, pilot, aeronavtični inženir in astronavt NASE programu Apollo.
Chaffe je bil rojen v Grand Rapidsu (Michigan, ZDA) kjer je postal zračni izvidnik. Končal je centralno srednjo šolo leta 1953 in pridobil štipendijo NROTC za univerzitetno šolanje.